# マリヤ・ルイザ・ブルボン＝パルムスカ
マリヤ・ルイザ・ブルボン＝パルムスカ（ブルガリア語: Мария-Луиза Бурбон-Пармска, 1870年1月17日 - 1899年1月31日）は、パルマ公ロベルト1世の娘でブルガリア王フェルディナントの最初の妃。夫が王位に就く前に没したため、ブルガリア公妃にはなったが、王妃ではない。
イタリア語名マリーア・ルイーザ・ディ・ボルボーネ＝パルマ（Maria Luisa di Borbone-Parma）。

## 生涯

### 生い立ち
1870年にパルマ公ロベルト1世とその最初の妃で両シチリア王フェルディナンド2世の娘であるマリーア・ピアの長女としてローマで生まれる。マリーア・ルイーザ・ピア・テレーザ・アンナ・フェルディナンダ・フランチェスカ・アントニエッタ・マルゲリータ・ジュゼッピーナ・カロリーナ・ビアンカ・ルチア・アポッロニア・ディ・ボルボーネ＝パルマ（Maria Luisa Pia Teresa Anna Ferdinanda Francesca Antonietta Margherita Giuseppina Carolina Bianca Lucia Apollonia di Borbone-Parma）と名付けられた。両親は、母マリーア・ピアが1882年に出産時に死亡するまで11人の子供の親となった。その後ロベルトはポルトガルの廃王ミゲル1世の娘マリーア・アントーニアと再婚し、さらに12人の子供をもうけた。最初の11人の兄弟姉妹の中には、両親の近親婚のせいで、精神障害を持つ者も多かった。 
12歳で母と死別した後はイギリス人のガヴァネスの世話のもとでフランスのビアリッツやスイスで成長した。5カ国語を流暢に話すことが出来、絵画や音楽を好んだ。特にギターとピアノの演奏能力は平均を遥かに上回っていると言われた。 

### 結婚
1892年、父ロベルト1世によりザクセン＝コーブルク＝コハーリ家のブルガリア公フェルディナントとの結婚が整えられた。この縁談の交渉はロベルト1世とフェルディナントの母クレマンティーヌ・ドルレアンとの間で行われた。婚約はボルボーネ＝パルマ家がオーストリアに所有する居城シュヴァルツァウ城で祝われた。彼女はフェルディナントとは婚約の日まで一度も会ったことがなかった。義母となるクレマンティーヌは友人のイギリス女王ヴィクトリアに手紙で「あいにく、あまり美しくない。彼女は魅力的で、善良で、非常に機知に富み、知的で、非常に好感が持てるので、美貌だけが唯一欠けている。」と書き送っている。結婚式は1893年4月20日にのイタリアのルッカにある父ロベルト1世の邸宅ヴィラ・ピアノーレで行われた。彼女は当時23歳で、フェルディナントより9歳年下だった。 

### ブルガリア公妃
彼女は夫フェルディナントからは愛されていなかったと考えられている。しかしフェルディナントがブルガリア王位における自身の系譜を確固たるものにするため、彼女に子どもを生ませた。臣下からの圧力やロシア皇帝からブルガリアの元首として認められたい思いがあったフェルディナントは1895年の夏、長男ボリスをブルガリア正教会に改宗させることに決めた。当時妊娠中だった彼女は父親と義母の協力を得て、夫の行動に対して激しく抗議した。 
フェルディナントとの2人目の子キリルはローマ・カトリック教会で洗礼を受けた。しかし、ボリスの改宗を避けることは出来ず、国を去ることをちらつかせていた彼女は、ソフィアを出てその日のうちにフランスのボーリュー＝シュル＝メールに向かった。その後1896年5月にソフィアに戻った。同年夏にはフェルディナントと共にヴィクトリア女王のダイヤモンド・ジュビリーに出席するためロンドンに外遊し、翌年1月には3人目の子エヴドキヤを出産した。 

### 死去
私生活に幻滅し、5年間で4人の子供を産んだことが、彼女の虚弱な健康に影響を及ぼした。肺炎に苦しみ、4人目の子ナデジダを産んだ24時間後にソフィアで亡くなった。若干29歳だった彼女はカトリックとしてプロヴディフの聖ルイ王大聖堂に葬られた。

## 子女
- ボリス3世（1894年 - 1943年） - ブルガリア王
- キリル（1895年 - 1945年） - プレスラフ公
- エヴドキヤ（1898年 - 1985年）
- ナデジダ（1899年 - 1958年） - 1924年、ヴュルテンベルク公アルブレヒト・オイゲンと結婚